# Црква Свете Мученице Параскеве у Бошњацу
Црква Свете Мученице Параскеве смештена је у Бошњацу, недалеко од Лебана. Потиче из 16. века и најстарија је у читавој општини. Припада нишкој епархији, а посвећена је Светој Параскеви.

## Историја
Према неким подацима, црква потиче још из 14. века. Међутим, на основу архитектуре и димензије исте, много је вероватније да је црква саграђена током 16. века. Бошњачка црква је заједно са околним становништвом страдала у време другог аустријско-турског рата, када је под Арсенијем IV Шакабентом избегао и други контингент Срба који је био компромитован учешћем у том рату, а Арнаути почели да наваљују у жупне крајеве Јабланице и Пусте Реке и да потискују заостало становништво. Почетком 19. века, цркву у Бошњацу обновио је Цветко Врановачки, вођа јабланичких устаника у Првом српском устанку. Међутим, она у то време није остала поштеђена, већ је спаљена, па је тада изгорео и њен иконостас. Обновљена је још једном након 11 година, али је опет страдала 1841. године, када је у околини Лесковца буктала нишко-лесковачка буна. Црква је убрзо након тога поново обновљена и настављена је служба у њој. Том приликом је њен западни трем претворен у припрату, а са јужне стране додат нови трем.

## Архитектура и унутрашњост
Бошњачка црква је минијатурних димензија (дугачка 20, а широка 14 корака), а уз то још преко једног метра укопана у земљу. У раније време била је покривена плочама. Има полукружну апсиду, а источно од трема са 6 стубова и једну посебну просторију.

## Црквена околина
Цркву опасује дебео и висок зид од непечених цигала, са три капије. Саградио га је још у турско време (1872—1874) тутор овог храма, лесковачки трговац Стојан Петковић звани Аџибекташевић. Иначе, уз цркву су саграђена и три конака: први 1860. године, други 1879—1881. и трећи 1897. године. У првом је била школа манастирског метода, а у другом је неко време начелство среза имало своје канцеларије.